# 巴伐利亞的瑪麗亞·安娜 (1574-1616)
巴伐利亞的瑪麗亞·安娜（德語：Maria Anna von Bayern，1574年12月18日—1616年3月8日），內奧地利大公夫人，神聖羅馬皇帝斐迪南二世的第一任妻子。

## 家庭
1600年，瑪麗亞·安娜與表弟斐迪南二世結婚，兩人共有3子2女：
1. 約翰-卡爾（1605年—1619年），早逝
2. 斐迪南三世（1608年—1657年），神聖羅馬皇帝
3. 瑪麗亞·安娜（1610年—1665年），巴伐利亞選侯夫人
4. 塞西莉亞·蕾娜塔（1611年—1644年），波蘭王后
5. 利奧波德·威廉（1614年—1662年）